# Sàvinova
Sàvinova (en rus: Савинова) és un poble de l'óblast de Tiumén, a Rússia, que en el cens del 2010 tenia 72 habitants.